# 董亦湘
董亦湘（1896年—1939年5月19日），原名椿寿，化名奥林斯基·列夫·米哈依洛维奇（俄语：Олинский, Лев Михайлович）。江苏阳湖县（今常州武进）潘家乡董家宅人。中国共产党早期人物。

## 生平
他读了七八年私塾，后在本地任塾师。1918年秋，任上海商务印书馆编译所字典部助理编辑，并常与陈独秀、邓中夏、俞秀松、沈雁冰等人相往还。1922年初，由沈雁冰介绍加入中国共产党，任中共上海商务印书馆党小组组长及第一任党支部书记。1923年，中共上海地委兼区执委会决定设立国民运动委员会，他与沈雁冰、林伯渠、张太雷、张国焘、杨贤江等任委员。在上海、无锡等地陆续发展恽雨棠、廖陈云、张闻天、孙冶方等入党。1924年，创建无锡第一个中共支部。第一次国共合作时期，以个人名义加入中国国民党，先后任国民党上海执行部教育运动委员会委员、国民党江苏省党部执行委员等职。他参与中共领导的五卅运动，和侯绍裘等密切配合领导群众反帝斗争，并与沈雁冰、杨贤江等发起成立上海教职员救国同志会，还参与领导上海商务印书馆第一次罢工斗争。
1925年10月，中共中央派他和俞秀松等赴莫斯科中山大学学习，参加中大教务处工作，后受到王明集团的诬陷打击。1928年，瞿秋白、周恩来参加由第三国际监委、联共监委和中共代表团组成的三方联合审查，推翻王明等妄加于董亦湘等人的诬陷。后王明等在联共清党中又散布流言，说董亦湘是“托派嫌疑分子”。1931年1月，中共六届四中全会上王明夺取中共中央的领导权。当年秋，王明以中共驻共产国际代表身份回到莫斯科，进一步迫害董亦湘。1933年初，联共调董亦湘到苏联哈巴罗夫斯克工作，任远东苏联内务部政治保卫局全权军事代表。1937年，联共进行又一次大清党，因王明陷害，联共当局将他逮捕入狱。翌年，康生在中共中央机关刊物《解放》第29期和30期上发表《铲除日寇侦探民族公敌的托洛斯基匪徒》的文章，公然攻击董亦湘等人是“在苏联的中国托洛斯基匪徒”。接着，苏联的《真理报》和巴黎的《救国时报》也发文随声附和。1939年5月19日，董亦湘被迫害至死。
1959年1月17日，苏联远东军区军事法庭复查，认为董亦湘没有罪行，“死后亦应完全恢复名誉”。1984年5月，中共中央组织部发出通知，为董亦湘平反，恢复名誉。1987年3月，经国家民政部批准为革命烈士。4月，中共武进县委和潘家乡党委在董亦湘家乡建立纪念碑，陈云为纪念碑题写碑名。